# Sulmów
Sulmów [pronunciación en polaco: /ˈsulmuf/] es un pueblo ubicado en el distrito administrativo de Gmina Goszczanów, dentro del condado de Sieradz, Voivodato de Łódź, en el centro de Polonia. Se encuentra a unos 4 kilómetros al oeste de Goszczanów, a 30 kilómetros al noroeste de Sieradz, y a 70 kilómetros al oeste de la capital regional Łódź.